# أندي ليدل
أندي ليدل (بالإنجليزية: Andy Liddell)‏ هو لاعب كرة قدم بريطاني في مركز الوسط، ولد في 28 يونيو 1973 في ليدز في المملكة المتحدة. شارك مع منتخب اسكتلندا تحت 21 سنة لكرة القدم. أما مع النوادي، فقد لعب مع أولدهام أثلتيك وشيفيلد يونايتد ونادي بارنسلي ونادي برادفورد بارك أفنيو ونادي روذرهام يونايتد وويغان أتلتيك.

## وصلات خارجية
- أندي ليدل على موقع قاعدة بيانات كرة القدم.إي يو (الإنجليزية)
- أندي ليدل على موقع Soccerbase.com (لاعب) (الإنجليزية)
- أندي ليدل على موقع عالم كرة القدم.نت (الإنجليزية)